# Aero L-29 Delfín
Aero L-29 Delfín (tiếng Séc của từ Dolphin, tên ký hiệu của NATO: Maya) là một máy bay huấn luyện phản lực quân sự đã trở thành máy bay phản lực huấn luyện tiêu chuẩn cho lực lượng không quân các nước thuộc Khối Warszawa vào thập kỷ 1960 và trong lực lượng không quân các quốc gia khác. Đây là máy bay phản lực đầu tiên được thiết kế và chế tạo tại Tiệp Khắc.

## Thiết kế và phát triển
Vào cuối thập niên 1950, Không quân Xô viết đang tìm kiếm một loại máy bay huấn luyện phản lực nhằm thay thế cho máy bay huấn luyện động cơ piston đã cũ, và yêu cầu này nhanh chóng lan rộng ra trở thành một yêu cầu nhằm tìm kiếm một máy bay huấn luyện có thể được trang bị cho lực lượng không quân của các nước xã hội Chủ nghĩa thuộc Đông Âu. Hãng Aero đã đưa ra mẫu thiết kế của mình, nguyên mẫu thứ nhất XL-29 được thiết kế bởi Z. Rublič và K. Tomáš đã thực hiện chuyến bay đầu tiên vào 5 tháng 4 năm 1959, động cơ là loại Bristol Siddeley Viper của Anh. Nguyên mẫu thứ hai được trang bị động cơ của Tiệp Khắc chế tạo là M701, loại động cơ này đã được sử dụng trong mọi máy bay kế tiếp.

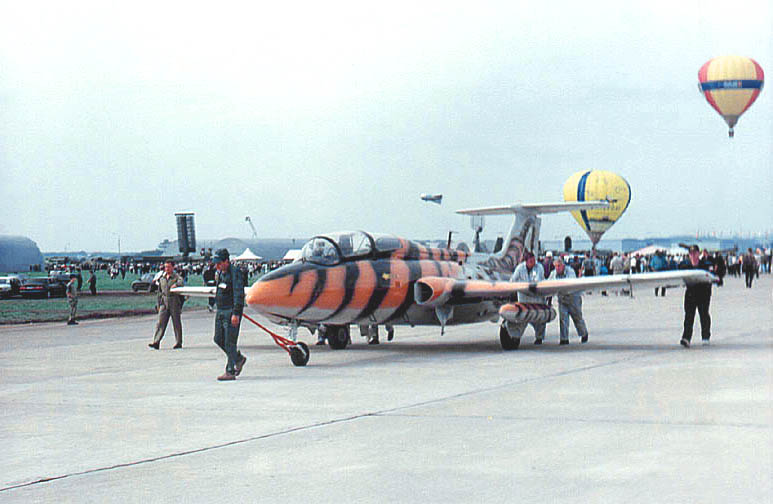
L-29 trong một cuộc triển lãm

Ý tưởng cho thiết kế cơ bản này nhằm tạo ra một mẫu máy bay huấn luyện phản lực không phức tạp trong chế tạo, và vận hành cũng như bao dưỡng dễ dàng. Đơn giản và chắc chắn là những yêu cầu được đề cao với thao tác điều khiển bay bằng tay, những cánh tà lớn và những cánh cản (phanh khí động) kết hợp trên thân máy bay đã tạo nên khả năng bay ổn định và dễ điều khiển, với những đặc tính như vậy L-29 đã lập được nhiều kỷ lục an toàn. Với thiết kế vững chắc, L-29 có thể cất hạ cánh trên đường băng cỏ, cát hay tại bất cứ địa hình bằng phẳng nào. Cả phi công học viên lẫn huấn luyện viên đều có ghế phóng, mỗi vị trí có nắp buồng lái riêng và vị trí của huấn luyện viên được nâng cao hơn vị trí của học viên.
Vào năm 1961, L-29 đã được đem ra để cạnh tranh với PZL TS-11 Iskra và Yakovlev Yak-30 trong vai trò máy bay huấn luyện và đã giành chiến thắng. Ba Lan đã tiếp tục theo đổi chương trình phát triển TS-11 Iskra, nhưng các quốc gia khác trong Khối Warszawa đã chấp nhận Delfin.
Việc sản xuất bắt đầu vào tháng 4 năm 1963 và kéo dài trong 11 năm, với 3.500 chiếc được chế tạo. Một phiên bản chuyên dụng nhào lộn trên không một chỗ đã được phát triển với tên gọi L-29A Akrobat. Một phiên bản trinh sát với camera ở đầu mũi cũng đã được chế tạo với tên gọi L-29R.

## Lịch sử hoạt động
Delfin được sử dụng trong vai trò huấn luyện cơ bản, huấn luyện chuyển đổi và huấn luyện sử dụng vũ khí. Để huấn luyện sử dụng vũ khí, L-29 được trang bị thêm với các giá treo để mang súng, bom và rocket, với những trang bị vũ khí như vậy, những chiếc L-29 của Ai Cập đã được sử dụng trong các cuộc chiến chống lại những chiếc xe tăng của Israel trong Chiến tranh Yom Kippur. Sau này những chiếc L-29 đã bị thay thế bằng những chiếc Aero L-39 Albatros. Khoảng hơn 2000 chiếc L-29 đã được cung cấp cho Không quân Xô viết, những chiếc L-29 của Liên Xô có tên gọi ký hiệu của NATO là "Maya."
Với vai trò huấn luyện, L-29 cho phép các lực lượng không quân nhanh chóng chuyển đổi loại hình huấn luyện từ máy bay huấn luyện động cơ piston trước đấy sang máy bay huấn luyện động cơ phản lực.
Vào 2 tháng 10 năm 2007, một chiếc L-29 sửa đổi đã trở thành chiếc máy bay phản lực đầu tiên trên thế giới sử dụng nhiên liệu dầu sinh học. Douglas Rodante và Carol Sugars đã lái chiếc Delphin tại Sân bay Stead, Reno, Nevada để cổ vũ cho việc sử dụng nhiên liệu thân thiện với môi trường trong ngành hàng không.

## Các quốc gia sử dụng

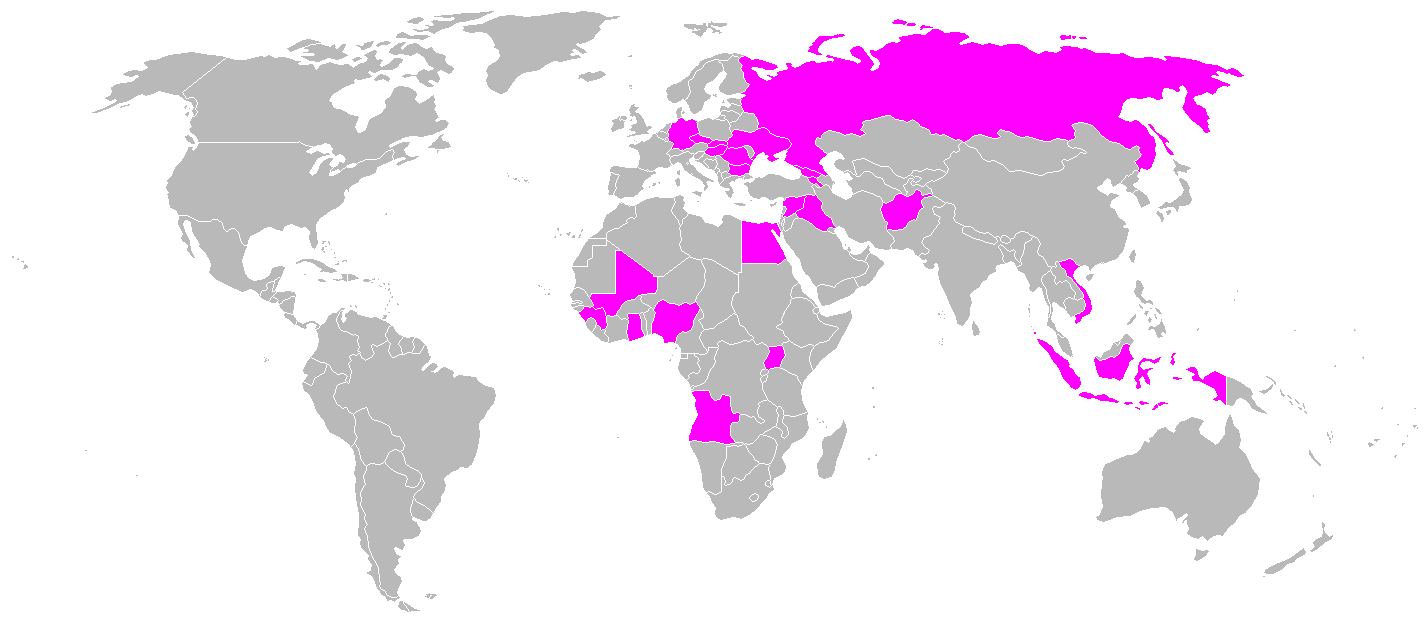
Bản đồ các quốc gia sử dụng L-29

### Quân sự
- Afghanistan: Không quân Afghanistan sử dụng 24 chiếc từ năm 1978 đến cuối năm 1999.
- Bulgaria: Không quân Bulgaria
- Tiệp Khắc: Không quân Tiệp Khắc sử dụng khoảng 400 chiếc.
- Đông Đức: Không quân Đông Đức
- Ai Cập: Không quân Ai Cập
- Ghana: Không quân Ghanace
- Guinée: Không quân Guinée
- Hungary: Không quân Hungaria
- Indonesia: Không quân Indonesia
- Iraq: Không quân Iraq
- Mali: Không quân Mali
- Nigeria: Không quân Nigeria
- România: Không quân Romania tất cả L-29 đều ngừng sử dụng vào năm 2006.
- Uganda: Không quân Uganda
- Liên Xô: Không quân Xô viết sử dụng khoảng 2.000 chiếc
- Syria: Không quân Syria
- Việt Nam: Không quân Nhân dân Việt Nam

### Dân sự
- Cộng hòa Séc: Một chiếc L-29C thuộc tư nhân, OK-ATS
- Những chiếc L-29 cũ của quân đội rất được ưa chộng trên thị trường máy bay quân sự đã qua sử dụng dành cho mục đích dân sự.  Lưu trữ ngày 17 tháng 7 năm 2006 tại Wayback Machine

## Thông số kỹ thuật (L-29)

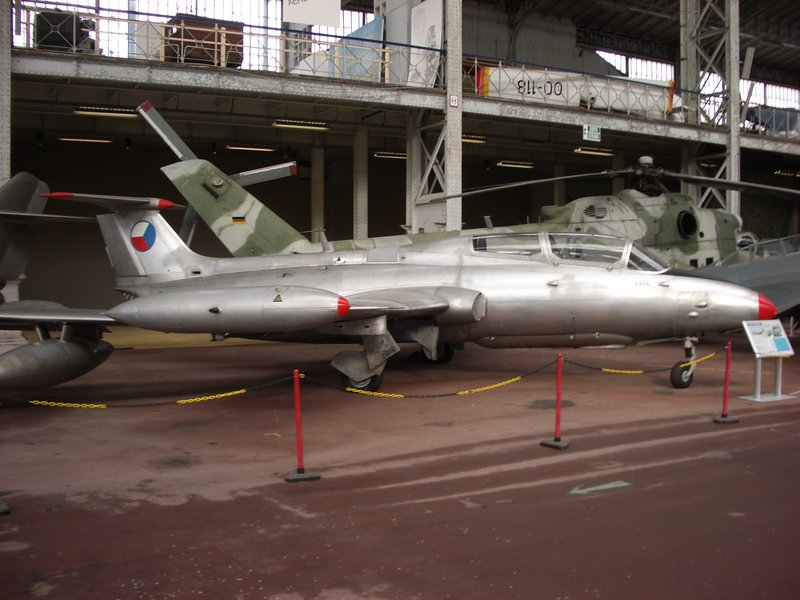
Delfin

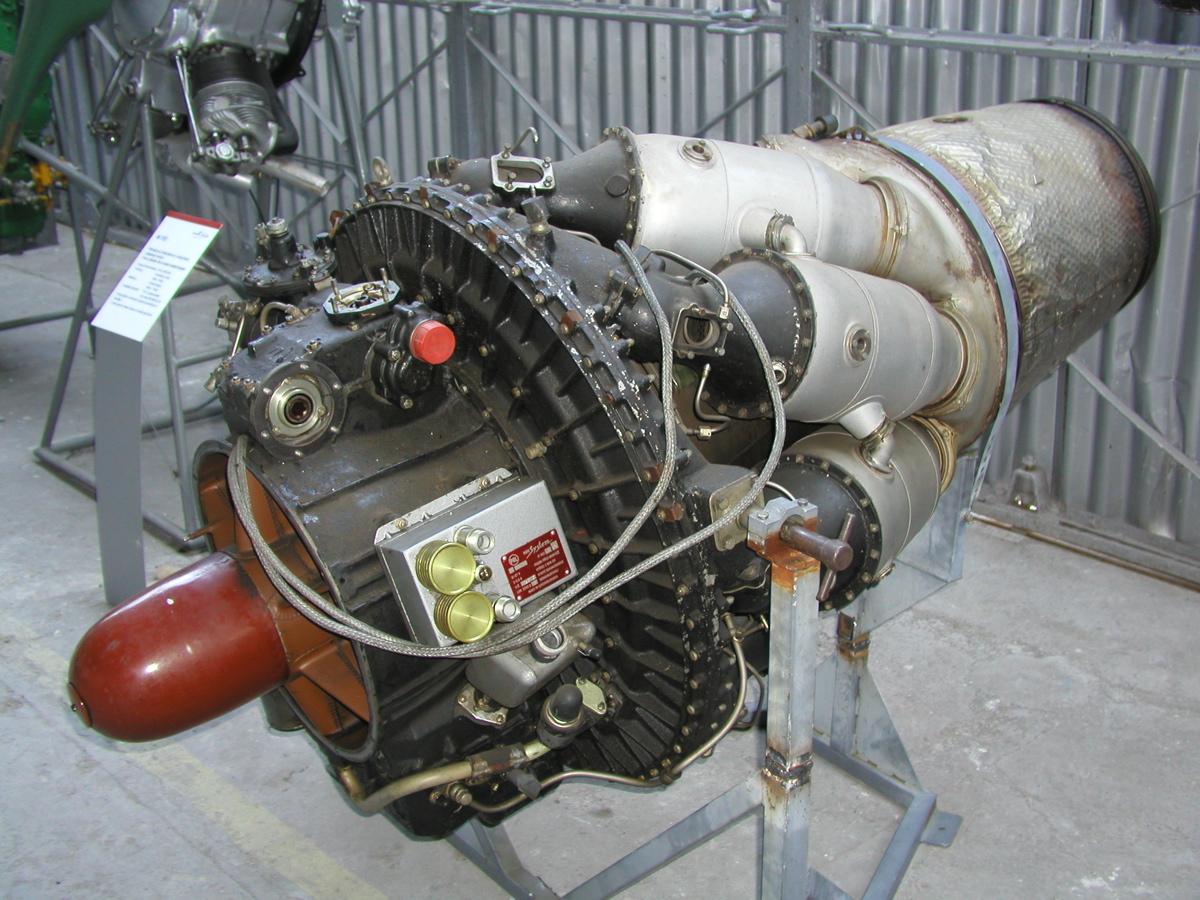
Động cơ phản lực Motorlet M-701

### Đặc điểm riêng
- Phi đoàn: 2
- Chiều dài: 10,81 m (35 ft 6 in)
- Sải cánh: 10,29 m (33 ft 9 in
- Chiều cao: 3,13 m (10 ft 3 in)
- Diện tích cánh: 19,8 m² (213 ft²)
- Trọng lượng rỗng: 2.280 kg (5.030 lb)
- Trọng lượng cất cánh: 3.286 kg (7.244 lb)
- Trọng lượng cất cánh tối đa: 3.540 kg (7.800 lb)
- Động cơ: 1× động cơ phản lực Motorlet M-701C, 8,7 kN (1.960 lbf)

### Hiệu suất bay
- Vận tốc cực đại: 820 km/h (443 knots, 510 mph)
- Tầm bay: 900 km (486 nm, 560 mi)
- Trần bay: 11.500 m (37.700 ft)
- Vận tốc lên cao: 14 m/s (2.800 ft/min)
- Lực nâng của cánh: 166 kg/m² (34.3 lb/ft²)
- Lực đẩy/trọng lượng: 0,25

### Vũ khí
- Vũ khí gồm súng, bom, rocket, và tên lửa ở các giá treo dưới cánh.

## Nội dung liên quan

### Máy bay có cùng sự phát triển
- Aero L-39 Albatros
- Aero L-59 Super Albatros

### Máy bay có tính năng tương đương
- Aermacchi MB-326
- Fouga Magister
- PZL TS-11 Iskra
- Soko G-2

### Trình tự thiết kế
- L-29 - L-39 - L-59 - L-60